# Farthing irlandés
La moneda de un farthing o fárting irlandés (1⁄4 d) (en irlandés: feoirling) fue la moneda de menor valor de la libra irlandesa predecimal, con un valor de un cuarto de centavo,1⁄48 de un chelín o 1⁄960 de libra. La moneda había perdido gran parte de su valor debido a la inflación mucho antes de la decimalización en 1971, y durante la década de 1960 no se produjeron fártings para la circulación general; los acuñados en 1966 se produjeron para juegos de colección.
Las monedas medían oficialmente 0,796875 pulgadas (20,2 mm) de diámetro y pesaba 2,83495 gramos. La moneda de bronce está (estaba) compuesta por un 95,5 % de cobre, un 3 % de estaño y un 1,5 % de zinc. Se introdujo en 1928 para reemplazar el centavo británico y dejó de ser moneda de curso legal el 1 de agosto de 1969. Como la libra irlandesa estuvo vinculada a la libra esterlina hasta 1979, el cuarto de céntimo irlandés tenía las mismas dimensiones y peso que la versión británica.
El diseño del reverso con una becada fue del artista inglés Percy Metcalfe. El anverso presentaba el arpa irlandesa. Desde 1928 hasta 1937, la fecha se dividió a ambos lados del arpa con el nombre Saorstát Éireann dando vueltas. Desde 1938 hasta 1966, la inscripción cambió a Éire a la izquierda del arpa y la fecha a la derecha. La becada se reutilizó en la moneda decimal de 50 peniques introducida en 1970.
Irlanda es una de las cuatro naciones (incluidas Gran Bretaña, Sudáfrica y Jamaica) que emitió monedas de fárting en el siglo XX.
Los fártings irlandeses, como todas las monedas irlandesas no corrientes, pueden canjearse por euros en el Banco Central de Irlanda en Dublín. Debido a su escaso valor (0,00132 €), hay que canjear varios para tener alguna rentabilidad.